# Description de l'Égypte
Description de l'Égypte (dansk: Beskrivelse af Egypten) er fællestitlen for en fransk serie af udgivelser, der udkom i perioden 1809-1829, og som gav en grundig videnskabelig beskrivelse af både det antikke og det moderne Egypten samt af landets natur. Serien blev til i et samarbejde mellem omkring 160 forskere og videnskabsfolk, der populært blev kendt som de lærde, der fulgte med Napoleon under den franske invasion af Egypten i perioden 1798-1801 som en del af Revolutionskrigene. Ud over skribenterne bidrog også omkring 2000 kunstnere og teknikere, herunder 400 kobberstikkere, der senere stod for at samle bindene til et samlet værk.
Den fulde titel på dette værk er: Description de l'Égypte, ou Recueil des observations et des recherches qui ont été faites en Égypte pendant l'expédition de l'armée française (dansk: Beskrivelse af Egypten, eller samlingen af observationer og forskning, som blev foretaget i Egypten under den Franske Hærs ekspedition).